# الاستبيان الدولي للتعليم والتعلم
تم إجراء الاستبيان الدولي للتعليم والتعلم (TALIS)، وهو تقييم لأوضاع التعليم والتعلم على مستوى العالم، لأول مرة في عام 2008. وتم تنسيقه من قبل منظمة التعاون والتنمية الاقتصادية (OECD), بهدف تحسين السياسات التعليمية والنتائج.

## كتابات أخرى

### Official websites and reports
- OECD/TALIS website